# Бухенбах
Бухенбах (нім. Buchenbach) — громада в Німеччині, знаходиться в землі Баден-Вюртемберг. Підпорядковується адміністративному округу Фрайбург. Входить до складу району Брайсгау-Верхній Шварцвальд.
Площа — 38,99 км2. Населення становить 3128 ос. (станом на 31 грудня 2020).